# Noms de Jérusalem
 (mai 2010).
La ville de Jérusalem est connue dans l'ensemble du monde arabe sous le nom de Al-Quds (القدس). Par ailleurs, elle a connu dans l'histoire de multiples noms, dans de nombreuses langues.

## Noms

### Bibliques
Salem
Dans le livre de la Genèse, Salem ou Shalem est le nom de la ville du temps d'Abraham. Celle-ci est dirigée par Melchisédech, dont le nom dénote un roi juste.
| Langue               | Nom       | Translittération | Variante | Translittération | Sens |
| -------------------- | --------- | ---------------- | -------- | ---------------- | --- |
| Hébreu biblique      | שלם       | š-l-m            |          |                  | Complet, dans le sens de « en paix »                                                                                        |
| Akkadien             | Urušalim  |                  |          |                  | Uru est l'équivalent de l'hébreu Ir, "ville de", et ne doit pas être confondu avec les syllabes Jéru- dans le nom Jérusalem |
| Assyrien             | Uršalimmu |                  |          |                  | Ur est l'équivalent de l'hébreu Ir, "ville de", et ne doit pas être confondu avec les syllabes Jéru- dans le nom Jérusalem  |
| Grec biblique        | Σαλήμ     | Salēm            | Σόλυμα   | Solyma           | |
| Latin biblique       | Salem     |                  |          |                  | |
| Arabe                | ساليم     | Sālīm            |          |                  | |
| Hébreu tibérien (en) | שָׁלֵם       | Šālēm            |          |                  | |
| Hébreu               | שָׁלֵם       | Šalem            |          |                  | |

Jerusalem
- Arabe القدس al-Quds, dans le monde arabe اور سالم Ūršalīm, Ūršalaym (Ūrušalīm, Ūrušalaym) dans la dénomination officielle israelienne[1].
- Hébreu biblique ירושלם Yerushalaim probablement[réf. nécessaire] "Heritage de Salem" ou "Heritage de paix"
- Araméen יְרוּשְׁלֶם Yərûšəlem
- Grec biblique Ιερουσαλήμ Hierousalēm, Ierousalēm, Ιεροσόλυμα Hierosolyma, Ierosolyma, signifiant [ville] sainte de la Paix[4]
- Syriaque ܐܘܪܫܠܡ Ūrišlem
- Latin (Empire romain) Ælia Capitolina (du nom de la gens de l'empereur Hadrien (Ælius) et en hommage à Jupiter Capitolin
- Latin biblique Hierosolyma Ierusalem
- Arménien Երուսաղեմ / Erousałem
- Hébreu tibérien (en) יְרוּשָׁלַםִ / יְרוּשָׁלָםִ Yərûšāláim / Yərûšālāim
- Hébreu יְרוּשָׁלַיִם Yerushalayim
- Vieux norrois Jorsala
- Russe Иерусалим / Iyerusalim

Jérusalem est le nom le plus communément utilisé dans la Bible, et c'est le nom le plus largement répandu dans la communauté juive, et plus largement dans le monde occidental. Son équivalent arabe, Ūršalīm, est le terme utilisé par le gouvernement israélien en arabe et par des Arabes dans certains contextes historiques ou bibliques. Sa première mention en hébreu fut trouvé dans le Khirbet Beit Lei.
Le nom grec de la ville, Solyma, devint dans les textes sacrés Ierosolyma/Hierosolyma pour distinguer l'ancienne ville de la cité juive fortifiée. L'orthographe avec un H est acceptée car elle instaure le préfixe hieros (ἱερὸς), « sacré ».

## Codes d'aéroports
JRS et LLJR étaient les codes AITA et OACI pour l'Aéroport International de Jérusalem.